# Séguénéga (département)
Cet article concerne le département et la commune rurale. Pour le village chef-lieu, voir Séguénéga.
Séguénéga est un département et une commune rurale de la province du Yatenga, situé dans la région du Nord au Burkina Faso.

## Géographie

### Démographie
- En 2006, le département comptait 61 046 habitants[1].

## Administration

### Chef-lieu et préfecture
capital Ouagadougou

### Villages
Le département et la commune de Séguénéga est composé administrativement de soixante-quatre villages, dont le village chef-lieu homonyme (données de populations consolidées issues du recensement général de 2006) :
- Bakou (1 082 habitants)
- Bangassila-Mossi (510 habitants)
- Bangassila-Silmi-Mossi (195 habitants)
- Barbouli (180 habitants)
- Bassanga-Peulh (568 habitants)
- Bomhiri (269 habitants)
- Boulguin (1 120 habitants)
- Dambrin (302 habitants)
- Gambo (3 399 habitants)
- Gambo-Foulbé (619 habitants)
- Gorin (205 habitants)
- Goubré (3 546 habitants)
- Gouroungo (1 076 habitants)
- Guibou (2 525 habitants)
- Guitti (1 162 habitants)
- Jougalhiri (379 habitants)
- Kandéga-Mossi (563 habitants)
- Kandéga-Silmi-Mossi (46 habitants)
- Kélegnaaba (476 habitants)
- Kolkom (287 habitants)
- Koudouma (882 habitants)
- Koukabako-Baloum (879 habitants)
- Koukabako-Silmi-Mossi (627 habitants)
- Koukabako-Yarcé (818 habitants)
- Koumbranga (2 802 habitants)
- Koura (277 habitants)
- Mogom (2 081 habitants)
- Mogom-Silmi-Mossi (157 habitants)
- Namassa (1 726 habitants)
- Niebcé (416 habitants)
- Noungou (1 153 habitants)
- Ouanaré (370 habitants)
- Ouonko-Mossi (623 habitants)
- Ouonko-Silmi-Mossi (255 habitants)
- Outoum-Mossi (455 habitants)
- Outoum-Silmi-Mossi (57 habitants)
- Rallé (608 habitants)
- Ramessé (111 habitants)
- Ramsa (3 690 habitants)
- Roffo-Mossi (420 habitants)
- Sabouli (198 habitants)
- Sampèla (542 habitants)
- Sanspèlga-Marancé (676 habitants)
- Sanspèlga-Mossi (644 habitants)
- Sarga (379 habitants)
- Séguénéga (18 314 habitants), chef-lieu
- Sima (4 184 habitants)
- Sittigo (2 333 habitants)
- Somnamèrè (230 habitants)
- Somnayalka (276 habitants)
- Somnayalka-Peulh (240 habitants)
- Tambokin (269 habitants)
- Tansombo (210 habitants)
- Téonsogo ou Téonsgo (2 844 habitants)
- Tiba (672 habitants)
- Titaaré (526 habitants)
- Tooghin (212 habitants)
- Tooghin-Peulh (102 habitants)
- Tougouya (824 habitants)
- Zomkalga-Marancé (2 045 habitants)
- Zomkalga-Mossi (1 944 habitants)
- Zouma-Mossi (1 103 habitants)
- Zouma-Silmi-Mossi (196 habitants)
- Zouma-Peulh (217 habitants)